# Wimbledonmästerskapen 2015
Wimbledonmästerskapen 2015 ägde rum i All England Lawn Tennis & Croquet Club i Wimbledon, London 29 juni–12 juli. Turneringen var den 129:e i ordningen. Den var öppen för seniorer i singel, dubbel och mixed dubbel samt för juniorer och rullstolsburna i dubbel. 

## Tävlingar

### Seniorer

#### Herrsingel
Segrare: Novak Djokovic

#### Damsingel
Segrare: Serena Williams

#### Herrdubbel
Segrare: Jean-Julien Rojer /  Horia Tecău

#### Damdubbel
Segrare: Martina Hingis /  Sania Mirza

#### Mixed dubbel
Segrare: Leander Paes /   Martina Hingis

### Juniorer

#### Pojksingel
Segrare: Reilly Opelka

#### Flicksingel
Segrare: Sofya Zhuk

#### Pojkdubbel
Segrare: Lý Hoàng Nam /  Sumit Nagal

#### Flickdubbel
Segrare: Dalma Gálfi /  Fanny Stollár

### Rullstolsburna

#### Herrdubbel
Segrare: Gustavo Fernández /  Nicolas Peifer

#### Damdubbel
Segrare: Yui Kamiji /  Jordanne Whiley